# John Kouns
John Kouns, (Alameda (Californie), 21 septembre 1929 - Sausalito (Californie), 5 janvier 2019), est un photographe et activiste américain.